# Albiorix edentatus
Albiorix edentatus är en spindeldjursart som beskrevs av Chamberlin 1930. Albiorix edentatus ingår i släktet Albiorix och familjen Ideoroncidae. Inga underarter finns listade i Catalogue of Life.